# Magyar könyvkiadók listája
A Magyarországon működő vagy magyar nyelven kiadó vagy korábban működött könyvkiadók és könyvterjesztők (személyek és vállalkozások) listája.
| Ábécé szerinti tartalomjegyzék                                                                           |
| --- |
| A, Á B C Cs D Dz Dzs E, É F G Gy H I, Í J K L Ly M N Ny O, Ó Ö, Ő P Q R S Sz T Ty U, Ú Ü, Ű V W X Y Z Zs |

Strófa Könyvkiadó
2025. Január 7.- én, Esztergomban   alakult könyvkiadó.Minőségi irodalmi művekkel gazdagítsàk az olvasók vilàgát, és támogatjàk az ìrók költők tehetségét.A Strófa Könyvkiadó és folyóirat.Szépirodalmi kultùràlis művészeti tèr. Ahol össze találkozik az irodalom a festészettel, kiegészítve egymást. Azért jött létre hogy népszerűsítse a kortàrs magyar irodalmat. Naponta megjelenő kortàrs szerzők íràsait, tesszik közzé. Céljuk olyan irodalmi közössèg létrehozàsa, amely  ingyenes publikàciòs helyet biztosít, a kortárs íròk szàmara.Negyed èvente megjelenő nyomtatott folyoiratukban.

| - 6Bt Könyvkiadó (?) építészet - A Családi Nevelésért Alapítvány - Ab Ovo Kiadó - AB-ART Kiadó (Pozsony) - Aba Könyvkiadó - Ábel Kiadó - Accordia Kiadó - Ad Astra - ADECOM Kommunikációs Szolgáltató Részvénytársaság (1992) pénzügy, vállalatvezetés - Adoc-Semic - AduPrint Kiadó és Nyomda Kft. - Advent Kiadó - Aeternitas Irodalmi Műhely - Agapé Ferences Nyomda és Könyvkiadó Kft. - Agave könyvek Kft. - Agenda Natura Bt. - Akadémiai Kiadó - Akkord Kiadó Kft. - Albatros Könyvkiadó (1970–198?) - Albert Kiadó - Alexandra Kiadó - Alibi Kiadó - Alimenta Kiadó Bt. - Alinea Kiadó - Állami Irodalmi Könyvkiadó (Kolozsvár 1950(?)–1969) utóda a Kriterion Könyvkiadó) - Allprint Kiadó - Alterra Svájci–Magyar Kiadó - Ambrózia Kiadó - Amicus Kiadó - AngolSuli kiadó - ANIMULA Pszichiátriai és pszichoterápiás szakkiadó - Animus Kiadó - Anonymus Kiadó - Ant-Ko Kiadó - Antikva.hu - Antológia Kiadó és Nyomda Kft. - Apáczai Kiadó - APC-Stúdió - Aquila Könyvkiadó - Aquincum Kiadó - Aranyhal Könyvkiadó - Arcanum Adatbázis Kft. - Arcanum Adatbázis - ARCUS KIADÓ - Aréna 2000 Kiadó - Argumentum Könyvkiadó és Nyomda Kft. - Arisztotelész Kiadó - Áron Kiadó - Art Village Reklám és Kiadó Kft. - Assimil Hungária - Athenaeum Irodalmi és Nyomdai Rt. (1868–1948) - Athenaeum 2000 Kiadó - Athenaeum Kiadó Kft. - Atlantic Press Kiadó - Atlantisz Könyvkiadó (1990–) - Attraktor Könyvkiadás - Aula Könyvkiadó - Aurora Kiadó (1963–) - B+V Lap- és Könyvkiadó Kft. - Bába és Társai Kft. - Bába Kiadó - Bábel Budapest Iroda - Bábel Kiadó - Babits Kiadó (Szekszárd, 1989-) - Bagolyvár Könyvkiadó - Balassi Kiadó Kft. - Balassi Kiadó (1991–) - Barrus Könyvkiadó - Batthyány Kultur-Press Kft. - BBS-INFO Könyvkiadó és Informatikai Kft. - Beholder Kft. - Belvárosi Könyvkiadó - Bencés Kiadó és Terjesztő Kft. - Bestline Kiadó - Beszélő Szem Kft. - Beza Bt. - Bibliaiskolák Közössége - Bíbor Kiadó - BioBach-Music Könyv és Zeneműkiadó - Bioenergetic Kiadó - Biográf Kiadó - BM Duna Palota és Kiadó - BME OMIKK - Bolyai Kiadó (1946–48) Marosvásárhely - Bookline Magyarország Kft. - Bookline.hu Internetes Kereskedelmi Nyrt. - Bookmark Kiadó - Bookstation Idegennyelvi Könyvesbolt és Antikvárium - Borda Antikvárium - Bölcs Bagoly Könyv és Bor Üzlet - Brewer-nyomda (Lőcse, 1625–1739) - Brand Kiadó - Bucsánszky Alajos - Budakönyvek Kiadó - Budapesti Könyvkereskedelmi Kft - C.E.T. Belvárosi Könyvkiadó - Cambridge University Press - Cartaphilus Kiadó - Cartofil Könyvkiadó - Cartographia - Cédrus Művészeti Alapítvány - Cégér Kiadó - Central European University Press - Cephalion Kiadó Kft. - Ceres Könyvkiadó (1970–198?) - CEU Zrt. - Charta - Cheiron Studio Kiadó - Cherubion Kiadó - Ciceró Kiadó Falukönyv-Ciceró kereskedőháza - Ciceró Könyvstúdió - CMPMedica Információs Kft. - Coldwell Könyvek - Comenius Kiadó - CompAlmanach Kiadói Kft. - CompLex Kiadó Jogi és Üzleti Tartalomszolgáltató Kft. - Complex Kiadó - Computer Panoráma Kiadó - ComputerBooks Kiadó - Corbis Könyvkiadó és Grafikai Stúdió Kft. - Corona Sacra Könyvkiadó - Corvin Kiadó - Corvina Könyvkiadó - Corvinus Kiadó - Croatica Kulturális, Információs és Kiadói Közhasznú Társaság - Csokonai Kiadó (Csokonai Kiadó Kft., 1988–) Debrecen - Cz. Simon Bt. - Czakó Elemér - Család, Gyermek, Ifjúság Egyesület - Cser Kiadó Bt. - Cserépfalvi Imre - Cserépfalvi Könyvkiadó (1931–1950 és 1989-től) - Csimota Könyvkiadó - Csirimojó Kiadó - Csodaceruza Kiadó - Csokonai Kiadó - Dacia Könyvkiadó (Kolozsvár, 1970–1979) román, magyar, német szerkesztősége volt - Dante Könyvkiadó (1918–1949) - Deák és Társa Kiadó - Debreceni Egyetem Kossuth Egyetemi Kiadó - Debreceni Nyári Egyetem, KLTE - Debreczeny György Kulturális Szolgáltató Kft. - Dekameron Könyvkiadó - Delta Vision - Dialóg Campus Kiadó - DIMAP Térképek és atlaszok - Dinasztia Tankönyvkidó - Disciplina Kiadó - Dokusoft Informatikai Kft. - DOLMEN Könyvkiadó - Dóra Kiadó - DOVER Nyelvi Centrum - Dr. Kotász Könyvkiadó - Édesvíz Kiadó (Aranykor Kiadó) - EDGE 2000 Kiadó - Editio M Kiadó - Editio Musica Budapest Zeneműkiadó Kft. - Editio Plurilingua Kiadó (epl) - ef kiadó - Egmont-Hungary Kft. - Egyetemi és Főiskolai Tankönyv és Szakkönyv - Egyetemi Műhely Kiadó - Egyetemi Nyomda és Kiadó - Egyházfórum Alapítvány - EKF Líceum Kiadó - Elektra Kiadóház - Élet és Egészség Könyvkiadó Kft. - Első Szorobán Alapítvány - ELTE Eötvös Kiadó - Emich Gusztáv - Eminescu Könyvkiadó (1970–198?) - Enciklopédia Humana Egyesület - Enciklopédia Kiadó - Erdélyi Híradó Könyv- és Lapkiadó - Erdélyi Könyvház - Eri Kiadó Víztorony Könyvkereskedés - Ernst Múzeum - Ethos Kft. - ETK (Első Tőzsde Klub) Szolgáltató Rt. - Etnikum 2000 Kiadó - Európa Könyvkiadó - Europrint - Evangéliumi Kiadó és Iratmisszió - EX-BB Kiadó - Facla Könyvkiadó (1972–198?) - Fátyol Kiadó - Fekete Hegy Kiadó - Fekete Sas Kiadó Bt. - Fénykor Kereskedelmi és Szolgáltató Bt. - Forum Könyvkiadó - Francia Új Hullám Kiadó Kft. - Franklin Irodalmi és Nyomdai Rt. - Fríg Kiadó Kft. - Galenus Gyógyszerészeti Lap- és Könyvkiadó Kft. - Galinka Publishing House, buddhista és meditációval foglalkozó könyvek - Gede Testvérek Bt. - General Press Kiadó Kft. - Genius könyvkiadó - Geopen Könyvkiadó Kft. - Glória Kiadó Kft. - Gondolat Könyvkiadó - Gordon Kiadó Magyarország Kft. - Göncöl Kiadó Kft. - Grill Károly Könyvkiadóvállalata - Grimm Kiadó Kft. - Gulliver Lap- és Könyvkiadó Kereskedelmi Kft. - Guruló Egyetem Kft. - Gyurgyák János - Hajdu-Vinpress Kiadó - Hajja és Fiai Könyvkiadó Kft. - Haladás Lap- és Könyvkiadó Betéti Társaság (1923–1924) - Harmat Kiadói Alapítvány - Hartyányi István - Hatágú Síp Alapítvány - Heckenast Gusztáv - Helikon Kiadó - Heltai Gáspár Kiadói, Keresk. Szolg. Kft. - Heltai-nyomda (1574–1660) Kolozsvár - Hess Andreas (1473) Buda első könyvnyomdásza, a világon a hatodik - Holló és Társa Kft. - Holnap Kiadó Kft. - Hungarovox Bt. - HVG-ORAC Lap- és Könyvkiadó Kft. - InterActive Team Kiadó - Ion Creangă Könyvkiadó (1970–198?) - Ifjúsági Könyvkiadó (1948–1969) - Irodalmi Könyvkiadó (1960–1969) - Jaffa Kiadó Kft. - Jelenkor Kiadó Szolgáltató Kft. - Jószöveg Műhely Kiadó Kft. - K. u. K. Könyv- és Lapkiadó Kft. - Kairosz Kiadó Kft. - Kalauz Kiadó - Kalligram - Kalota Könyvkiadó - Kálvin Kiadó - Képzőművészeti Alap Kiadó Vállalata - Kétezeregy Kiadó (?) környezet, táplálkozás - Két Hollós - Két Könyvész Kft. - Kingpin Kiadó - Királyi Magyar Egyetemi Nyomda - Kiskapu Kft. - Kiss József Könyvkiadó (1997) - Kner Izidor - Koinónia Könyvkiadó - Kolozsvári Egyetemi Kiadó - Komp-Press Kiadó - Konkrét Könyvek Kft. - Kortárs Könyvkiadó Kft. - Kossuth Egyetemi Kiadó – Debreceni Egyetem - Kossuth Kiadó - Könyvmolyképző Kiadó - Könyvtárellátó Kht. - Közgazdasági és Jogi Könyvkiadó - Központi Antikvárium Kft. - Kráter Műhely Egyesület - Kriterion Könyvkiadó (Bukarest, 1970-től) - Kronosz Kiadó - Kulinária Kiadó Kft. - Kassák Kiadó - Kvintesszencia Kiadó | - L`Harmattan Kft. (1999) tudományos - Lábnyom Könyvkiadó Kft. - Lafferton és Tsa Bt. (1991) ? - Lampel Róbert (1824–1874) könyvkereskedő és kiadó - Lantos Adolf - Lap-ICS Könyvkiadó és Kereskedő Kft. - Laskai Osvát Antikvárium - Lazi Könyvkiadó Kft. (Szeged) - Lex Copyright Office Kft. - Libra Books Kft. - Libri Kiadó - Libro-Trade Kft. - Liget Műhely - Lilium Aurum Könyv- és Lapkiadó Kft. - Lipták Pál - Líra és Lant Kereskedelmi Rt. - Litera Könyvkiadó (1944–1945, Temesvár) - Litera Könyvkiadó (1969–1989, Bukarest) - Literator Könyvkiadó - Love2translate Kiadó - Lucidus Kiadó Bt. - Lyra Könyvesház Kft. - Maecenas Könyvkiadó - Magvető Könyvkiadó - Magyar Bibliophil Társaság - Magyar Élet Könyvkiadó (1939–1950) - Magyar Életvédők Egyesülete - Magyar Hangoskönyv Kiadók Egyesülete - Magyar Ház - Magyar Zsidó Kulturális Egyesület - Magyar Helikon Könyvkiadó - Magyar Képek Kiadó - Magyar Könyvkiadók és Könyvterjesztők Egyesülése - Magyar Napló - MangaFan - Masszi Lap- és Könyvkiadó Kft. - Medicina Könyvkiadó - Medium Kiadó - Méhner Vilmos Könyvkiadóhivatala - Mentor Kiadó - Meridiane Könyvkiadó (1960–1974) - Mezőgazda Kiadó és Kereskedő Kft. - Mezőgazdasági és Erdészeti Állami Könyvkiadó (1953–1970) - Mogul Kiadó - MotiBooks Kiadó (Guruló Egyetem Kft. imprint) - Mónus Áron - Móra Ferenc Könyvkiadó - Móró Kft. - Mozaik Kiadó - Múlt és Jövő Lap- és Könyvkiadó Bt. - Mundus Kiadó Kft. - Műszaki Könyvkiadó - Nap Kiadó Kft. - Napkút Kiadó - Napraforgó 2005 Kft. - Napvilág Kiadó - Nemzetek Európája Kiadó - Nemzeti Tankönyvkiadó Zrt. - Noran Kiadó 2004 Kft. - Nordex Kft. Dialóg Campus Kiadó - Nova Irodalmi Intézet - Novella Könyvkiadó és Könyvker. Kft. - Officina (1935–1949) - Officina `96 Kft. - Orosz Könyv Kiadó (1945–1959) - Osiris Kiadó Kft. - Palladis Rt. - Pallas-Akadémia Könyvkiadó - Pallas Athéné Könyvkiadó Kft. - Pallas Irodalmi és Nyomdai Rt. - Panem Kft. - Park Könyvkiadó Kft. - Partium Kiadó - Passage Kiadó Kft. - Pécsi Direkt Kft. - Perfekt Zrt. - Polar Kiadó - Polis Könyvkiadó - Politzer Zsigmond és Fia Könyvkereskedése - Pont Kiadó Kft. - Prager Könyvkiadó (1931–?) - PressKontakt Bt. - Pro-Print Könyvkiadó - Publio Kiadó - Püski Kiadó - Püski Sándor - Raabe Kiadó - Ráció Kiadó - Ráday Könyvesház - Ráth Mór - Reader's Digest Kiadó - Régi Könyvek Bt. - Révai Digitális Kiadó (Könyvcsináló) - Révai Sámuel - Révai Testvérek - Révay Mór János - Rím Könyvkiadó - Roland Kiadó (Roland Toys Kft.) - ROMI-SULI Könyvkiadó - Rózsaméz Könyv- és Lapkiadó - Rózsavölgyi és Társa Kiadó - Rozsnyai Károly Könyv- és Zeneműkiadóhivatala - Strófa Könyvkiadó - Sanoma Budapest Kiadó - Santos Könyvkiadó - Satori-Book Bt. - Saturn Kiadó - Savaria University Press Alapítvány - Saxum Kiadó - Scientia Kiadó - Scolar Kiadó - Scripta Kiadó - Scriptum Informatika Rt. - Semmelweis Kiadó és Multimédia Stúdió - Serdián Kft. - SHL Hungary Kft. - Sík Kiadó - Silenos Könyvkiadó - Singer és Wolfner Irodalmi Intézet Rt. (1885–1943) irodalom - Smaragd Kiadó - SpeedUp Kft. - SPIRIT(US) Könyv- és Szótárkiadó (1997) szótárak - Springer Tudományos Kiadó - SpringMed Kiadó - Stádium Könyv Kiadó - Státus Kiadó - Stella Maris Kiadó - Stiefel Eurocart Kft - Stiftung Gralsbotschaft Kiadó - Strucc Könyvkiadó idegennyelvű könyvek, nyelvtanulás - StudentNet - Stúdium Kiadó - SubRosa Kiadó - Suli-Soft - Sunbooks Kft. - Sunbooks Könyvkereskedelmi Kft. - Szabad Föld Kiadó - Szabad Tér Kiadó - Szájjal és Lábbal Festő Művészek Kiadója - Szak Kiadó - Szakkönyv Kft. - Szalay Könyvkiadó - Szarvas András Térképészeti Ügynökség - Századvég Politikai Iskola Alapítvány - Székasi Sacelláry Pál - Székely és Társa Kiadó - Szellemi Önvédelem Kiadó - Szemimpex Kiadó - Szenci Molnár Társaság Könyvkiadó - Szent Gellért Kiadó és Nyomda - Szent István Társulat - Szent Jeromos Katolikus Bibliatársulat - Szent Maximilian Lap- és Könyvkiadó - Szenzár Kiadó - Széphalom Könyvműhely - Szépirodalmi Könyvkiadó - Szikra Kiadó (1944–1956) a Kossuth és a Gondolat Könyvkiadó jogelődje - Szó Kiadó - Szókratész Külgazdasági Akadémia - Szózat Könyvkiadó - Szukits Könyvkiadó - Szultán Nyelvkönyvek Kiadó - T-Twins Kiadó - T3 Kiadó - TA-TU Kft. - Tábla és Penna Kiadó útikönyv.com - Talentum Kft. - Talentum Könyves és Kereskedő Kft. - Talma Kiadó - Tankönyvmester Kiadó - Tanügyi és Pedagógiai Könyvkiadó (1948–) - Tas-11 Kft. - Táton Kiadó - Távlat Szolgáltató és Kereskedelmi Kft. - Tax és Társa Kiadó - Technikai Könyvkiadó (1952–198?) - Telekép Kiadó - Teleki László Alapítvány - Telosz Kiadó - TERC Kereskedelmi és Szolgáltató Kft. - Terc Kft. - Terebess Gábor - Terebess Kiadó - Tericum Kiadó - Térkép-Center Kft. - Térképkirály (Térképvilág Kft.) - TermészetBÚVÁR Kiadó - TERTIA Kiadó - Tessloff-Babilon Kiadó - Tevan Adolf - Tevan Andor - Tevan Kiadó - Theologion Kiadó - Timp Kiadó Lavik 92 Kft. - Timp Kiadó - Tinivár - Tinta Könyvkiadó - Tiszatáj Könyvek - TITIS Tanácsadó Kft. - Titkos Fiók Kiadó - TOPOGRÁF Térképészeti Kft. - Totem Plusz Könyvkiadó - TKK Kereskedelmi Kft. (TKK) - Trade Center - Trezor Kiadó - Trivium Könyvkiadó - Tudex Kiadó Kft. - Tudományos Könyvkiadó (1951–1990) - TypiArt Médiaműhely Szolgáltató és Kiadó Kft. - Typotex Kiadó - Új Horizont Folyóirat és Könyvkiadó - Új Könyvbarát Kft. - Új Mandátum Könyvkiadó - Új Mani-fest Kiadó - Új Palatinus Könyvkiadó - Új Praxis Kiadó - Új Spirit Kft. - Új Xénia Könyvek - Új-Palatinus könyvesház Kft. - Ulpius-ház Könyvkiadó - Underground Kiadó és Terjesztő Kft - Unikornis Könyv- és Lapkiadó - Unió Kiadó - Unió Lap- és Könyvkiadó Kereskedelmi Kft. - Unisher Kiadó - Universal Hungary Könyvkiadó - Universitas Könyvkiadó - Universum Idegen Nyelvű Könyvesbolt - UR Könyvkiadó és Multimédia Stúdió Kft. - Urbis Kiadó - Ursus Libris Könyvkiadó - Útilapu Kiadó Kft. - Üveghegy Kiadó - Vagabund Kiadó - Válasz Könyvkiadó - Valhalla Páholy - Vár Ucca Tizenhét - Varázsládika Kiadó - Varázsló Macska Kiadó - Variant-Média Reklám és Kiadó Kft. - Városháza Kiadó - Venezia Könyvkiadó - Ventus Libro Kft. - Verlag Dashöfer - VHE Kft. - Vigilia Szerkesztőség és Kiadóhivatal - Vince Kiadó - Virtuális Antikvárium - VIVA Média Holding - Well-PRess Kiadó - Wesley János Kiadó KHT és Könyvesbolt - WINCOM (Win Kommunikációs Kft.) - Wodianer Fülöp - Wolfner József - Yoyo Only Kiadó - Z-Press Kiadó - Zagora 2000 Könyvkereskedelmi Kft. - Zeneműkiadó Koncert 1234 Kft. - zöld-S Studio - Zrínyi Katonai Kiadó |